# Северная Сысерть
Се́верная Сысе́рть (в верховье Гремиха) — река в России, протекает в Свердловской области. Впадает в Верхнесысертский пруд на реке Сысерть в черте посёлка Верхняя Сысерть. Часть бывшего русла реки образует северный рукав пруда (длиной 5 километров). Длина реки составляет 31 км, площадь водосборного бассейна 237 км². Количество притоков протяжённостью менее 10 км — 20, их общая длина составляет 38 км. Количество озёр в бассейне — 5, их общая площадь — 5,42 км².

## Притоки
- Мочаловка (лв)
- Храповка (пр)
- Скипидарка (лв)
- Поперечная (лв)

В реку направляется также часть стока реки Чёрной по каналу («Черновская канава»).

## Данные водного реестра
По данным государственного водного реестра России относится к Иртышскому бассейновому округу, водохозяйственный участок реки — Исеть от города Екатеринбург до впадения реки Теча, речной подбассейн реки — Тобол. Речной бассейн реки — Иртыш.
Код объекта в государственном водном реестре — 14010500612111200002812.